# ファイティング前沢
ファイティング前沢（ファイティングまえさわ、1973年10月12日 - ）は、日本の元キックボクサー。茨城県出身。身長170cm、体重63kg。土浦ジム所属。元マーシャルアーツ日本キックボクシング連盟スーパーフェザー級王者。